# Porta Gavina
Porta Gavina di Torrita di Siena si trova tra le vie Adua, Cesare Battisti e passeggio Giuseppe Garibaldi; quest'ultima strada segue tutto l'antico perimetro delle mura medioevali.

## Storia e descrizione
Completata nel 1208 e rimaneggiata più volte nel corso dei secoli, è tra le più caratteristiche della città. Nella cui parete interna si trova un affresco con Madonna e nella lunetta inferiore gli stemmi della famiglia dei Medici. Originariamente fu costruito un antiporto corrispondente, di cui oggi si possono vedere alcuni resti. Tra gli episodi legati al monumento vi è l'esecuzione nel 1544 di una vecchia abitante di Torrita, Nencia, che alla caduta del borgo sotto il dominio fiorentino, rifiutò di sottostare al governo dei conquistatori e fu, per questo, inchiodata al legno di questa porta.
Fuori dal centro storico odierno, in prossimità di Porta Gavina, sorgeva in età medioevale un borgo esterno al castello, in gran parte distrutto nel XIV secolo. Una sua rappresentazione è presente in un affresco di Lippo Vanni, custodito nella sala del Mappamondo a Siena.